# Elsing
Elsing är en ort och civil parish i Storbritannien.   Den ligger i grevskapet Norfolk och riksdelen England, i den sydöstra delen av landet, 150 km nordost om huvudstaden London. Elsing ligger 29 meter över havet och antalet invånare är 229.
Terrängen runt Elsing är platt. Runt Elsing är det ganska tätbefolkat, med 116 invånare per kvadratkilometer. Närmaste större samhälle är Norwich, 19,8 km sydost om Elsing. Trakten runt Elsing består till största delen av jordbruksmark.